# Aniane
Aniane é uma comuna francesa na região administrativa de Occitânia, no departamento de Hérault. Estende-se por uma área de 30,34 km². Em 2010 a comuna tinha 2 954 habitantes (densidade: 97,4 hab./km²).